# سیارک ۴۴۸۴
سیارک ۴۴۸۴ (به انگلیسی: 4484 Sif، نامگذاری:1987DD) چهار هزار و چهارصد و هشتاد و چهارمین سیارک کشف شده‌است که در ۲۵ فوریه ۱۹۸۷ کشف شد.
قدر مطلق سیارک برابر ۱۲٫۱۰ است.